# Sd.Kfz. 222
Con i numeri d'inventario Sd.Kfz. 221, 222 e 223 sono stati indicati degli autoblindo concepiti dalla Germania nel corso degli anni trenta per riarmare l'esercito tedesco. La serie è collettivamente nota come Leichte Panzerspähwagen, "veicoli corazzati leggeri da ricognizione" tradotto in lingua italiana, e conobbe un intensivo impiego durante la seconda guerra mondiale.

## Storia

### Sviluppo
Nel gennaio del 1933 Adolf Hitler venne nominato Cancelliere della Repubblica di Weimar: le ricerche in campo militare ebbero ben presto un'impennata per la volontà del nuovo governo di istituire una forza armata, in violazione del trattato di Versailles. L'accento fu posto sulla motorizzazione e meccanizzazione di un certo numero di divisioni, seguendo le orme della Reichswehr; durante questo processo venne constatato come le autoblindo Kfz 13 e 14, progettate nel 1930 su autotelaio civile, non rispondessero appieno ai compiti di ricognizione cui erano demandate.
Nel 1934 un pacchetto di specifiche venne inoltrato alla Eisenwerk Weserhütte AG con sede a Bad Oeynhausen, che decise di basare il nuovo veicolo sul telaio standard di una sPkw I Horch 801, auto pesante da trasporto a 4 ruote della ditta Auto Union a Zwickau; ad esso venne saldato a un corpo corazzato completo di torretta girevole per 360°.

### L'Sd.Kfz. 221
Il mezzo ottenuto era lungo 4,80 metri, alto solamente 1,70 metri e largo 1,95 metri per un peso di 4 tonnellate e una luce libera (distanza tra fondo e suolo) di circa 23 centimetri. Rispetto al telaio originale, il vano motore era stato spostato nel retro: vi trovava posto un Horch/Auto-Union 108 a 8 cilindri a V erogante 75 hp a 3.600 giri al minuto, dotato di un sistema di raffreddamento ad acqua e con una capacità di 3,5 litri; la trasmissione meccanica era collegata a un cambio non sincronizzato con 5 marce avanti e una retromarcia. Il serbatoio conteneva fino a 116 litri di benzina e su strada registrava un consumo di 1 litro ogni 11,36 chilometri percorsi su strada, consentendo un'autonomia di 320 chilometri e una velocità massima di 90 km/h.
Le sospensioni consistevano in quattro molle elicoidali, una per ciascuna delle ruote, gli pneumatici avevano una taglia di 210 x 450 mm; il passo misurava 279 centimetri mentre la carreggiata era di 160 centimetri. Il raggio di sterzata condotto con la trazione anteriore era pari a 14 metri circa, ma con l'inserimento della trazione integrale risultava essere di 7,9 metri. La pendenza padroneggiabile arrivava a 20°.
In quanto veicolo da ricognizione, le corazzature ottenute tramite laminatura e saldatura erano state ridotte all'indispensabile, variando tra i 5 e gli 8 mm: lo spessore massimo era riscontrabile sullo scafo anteriore (inclinazione a 36° rispetto ad un asse orizzontale) e laterale (35°), mentre quello minimo era presentato dal retro con piastre inclinate a 31° e 65°; le lamiere orizzontali del fondo non eccedevano i 5 mm così come quelle sul tetto, il quale era parzialmente scoperto. La torretta a pianta eptagonale era protetta su ogni lato da 8 mm con inclinazione costante a 35°, escluso il mantelletto quasi verticale (10°) e il tetto aperto. Essa conteneva una mitragliatrice MG 34 da 7,92 mm la cui scorta di munizioni contava 2.000 cartucce; inoltre veniva caricata a bordo anche una pistola mitragliatrice MP 38 o MP 40, con ulteriori 350 proiettili, per la difesa ravvicinata. L'equipaggio era composto soltanto da due uomini, dei quali il pilota sedeva nello scafo e usufruiva di alcuni visori ricavati rimuovendo parti di corazza; in seguito furono ottenuti con una colata in stampi. Il comandante occupava la torretta e oltre alla sua mansione e all'impiego della mitragliatrice, era responsabile dell'utilizzo di una radio FuG Spr Gerät Ausf. a con un raggio utile di 3 chilometri a veicolo fermo; l'antenna a stilo era disponibile nei due modelli da 1,4 o 2 metri.

### L'Sd.Kfz. 222
L'autoblindo Sd.Kfz. 221 si dimostrò un progetto versatile, ma venne sottolineato che soffriva troppo spesso di guasti meccanici e l'armamento venne presto considerato insufficiente. Le nuove specifiche dell'esercito impedirono di sfruttare un telaio automobilistico: mentre la Weserhütte sviluppava il nuovo veicolo la Horchwerke appartenente alla Auto Union progettò un telaio del tutto nuovo. Il montaggio finale fu eseguito dalla Schichauwerke di Elbing.

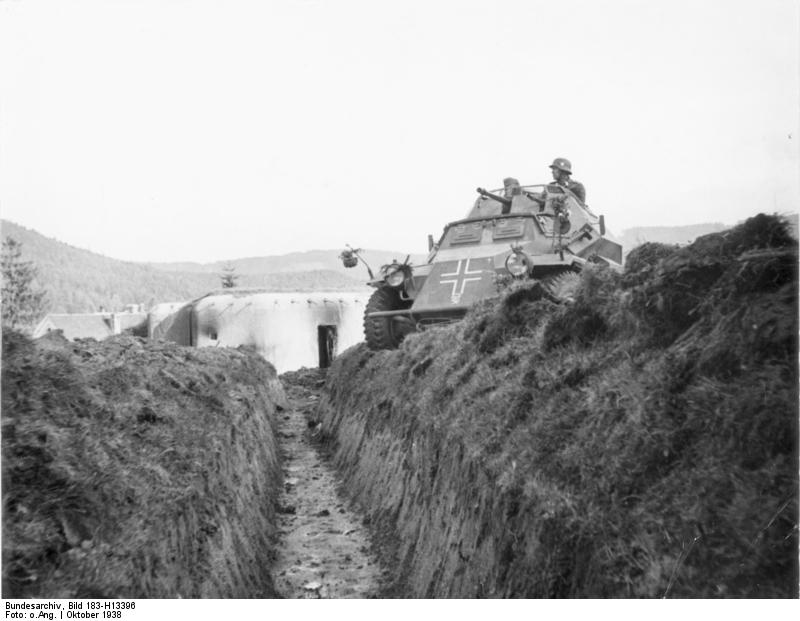
Annessione del Sudetenland: un Sd.Kfz. 222 dinanzi alle difese erette dalla Cecoslovacchia al confine con la Germania

Il nuovo Sd.Kfz. 222 aveva una sagoma simile al predecessore, misurava le stesse dimensioni (tranne per la luce libera di 25 cm) ma il retro dello scafo presentava una forma più rastremata che ricordava quella di una piramide. La torretta, ora formata da 10 pannelli saldati, era stata allargata per accogliere un cannone KwK 30 da 20 mm L/55 con rateo di fuoco di 280 colpi al minuto affiancato a sinistra da una MG 34, e continuarono a essere caricati MP 38 o 40: in totale nel veicolo venivano trasportati 180 colpi per il cannone, 1.050 cartucce per la mitragliatrice, 10-11 caricatori e anche 12 bombe a mano. Il disegno, l'inclinazione e lo spessore delle corazzature non subirono modifiche eccetto che sul frontale del veicolo, dove erano spesse 14,5 mm: le modifiche fecero aumentare il peso a 4,8 tonnellate. Il motore, la trasmissione, il cambio, la meccanica e il modello di ruote furono invece tutti mantenuti; la capienza del serbatoio del pari non cambiò ma all'aumento di mole corrispose una diminuita velocità su strada di 80 km/h (la metà su terreni accidentati) e un'autonomia di 300 chilometri (180 su terreno vario). Come l'Sd.Kfz. 221 poteva affrontare pendenze fino a 20°. Importante fu l'aggiunta di un terzo membro all'equipaggio addetto alla radio, che così permetteva al comandante una migliore gestione del veicolo in battaglia: in torretta rimase dunque poco spazio per muoversi, circostanza dovuta anche all'aggiunta di una copertura a rete metallica, utile a impedire la caduta di granate nel veicolo ma che portò l'altezza complessiva a 2 metri, rendendo più facilmente individuabile il mezzo.

### L'Sd.Kfz. 223
Nel 1935 il telaio dell'Sd.Kfz. 221 venne nuovamente studiato e ne fu sviluppato un autoblindo centro-radio la cui strumentazione comprendeva una FuG 10, una FuG Spr Gerät Ausf. a e una caratteristica antenna a parallelepipedo fissata sopra lo scafo che garantiva le comunicazioni su grandi distanze: il veicolo fu designato Sd.Kfz. 223 kleine Panzerfunkwagen. Un'altra differenza che correva tra le due autoblindo risiedeva nella torretta spostata nel retro, composta da 9 pannelli saldati ed equipaggiata soltanto con una MG 34; per il resto le componenti meccaniche e le corazzature erano le medesime. L'equipaggio ebbe invece aggiunto un terzo membro e il peso salì a 4,4 tonnellate; le prestazioni rimasero nella media delle altre versioni, con un'autonomia di 300 chilometri, velocità di punta pari a 85 km/h e pendenza gestibile se inferiore o uguale a 20°.

## Produzione e servizio dell'Sd.Kfz. 221

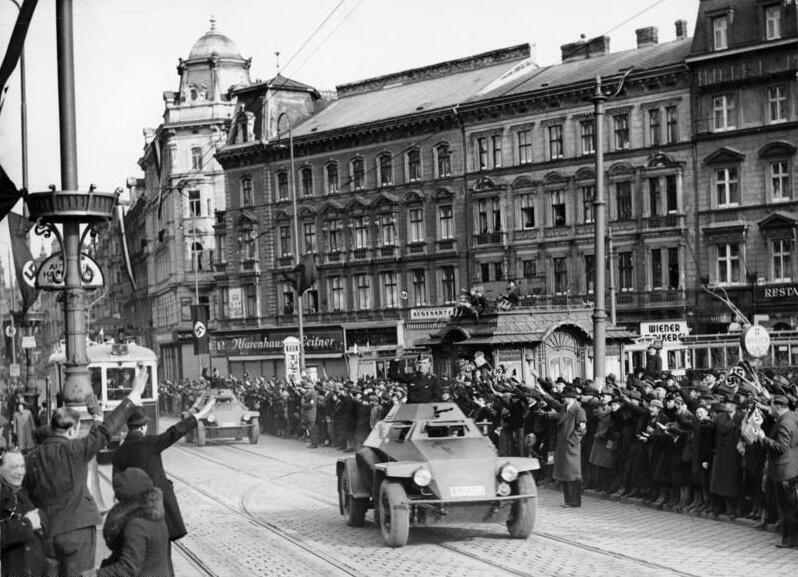
Un Sd.Kfz. 221 a Vienna durante l'Anschluss del marzo 1938

La linea d'assemblaggio venne aperta e portata avanti dalla Eisenwerk Weserhütte, che dal 1935 al maggio 1940 fabbricò 339 esemplari in due serie distinte: alcuni veicoli vennero dotati di una rete di fili metallici per impedire che granate o schegge cadessero nell'apertura della torretta. In dettaglio, prima del 1939 vennero consegnate 189 unità, altre 126 furono completate nel 1939 e ulteriori 24 fino al termine del 1940.
Gli Sd.Kfz 221 furono distribuiti agli squadroni da esplorazione che formavano i reparti da ricognizione (Aufklärung-Abteilung) delle Panzer-Division, così come ai quartier generali di reggimenti, brigate e divisioni nell'arma corazzata. Dal 1942 i mezzi cominciarono a essere riequipaggiati con un nuovo modello di torretta contenente un fucile anticarro a canna conica 2,8 cm sPzB 41 da 28 mm con un alzo compreso tra i -5° e i +45°: tale modifica, che si tradusse in un peso di 4,5 tonnellate, permise di estendere il servizio di questo piccolo autoblindo fino alla fine della guerra nel 1945.
La Germania non fu l'unica utilizzatrice dell'Sd.Kfz. 221: un lotto di circa 12 esemplari venne venduto nel 1938 alla Cina nazionalista.

### Varianti
Nel corso del conflitto sulla base dell'Sd.Kfz. 221 venne concepita un autoblindo centro-radio denominata Sd.Kfz. 260 kleine Panzerfunkwagen, che a differenza del veicolo originale era disarmato e montava una strumentazione radio a medio raggio (FuG 7 e Spr Gerät Ausf. a) con antenna a stilo.
In seguito fu progettata una seconda versione designata Sd.Kfz. 261 kleine Panzerfunkwagen, sulla quale erano installati apparecchi di comunicazione a lungo raggio FuG 12 e Spr Gerät Ausf. a e una peculiare antenna a ringhiera abbattibile; inoltre l'apparato motore fu sostituito da un Horch con 8 cilindri a V da 90 hp a 3.600 giri al minuto, raffreddato ad acqua e con una capacità di 3,8 litri: entrambi i mezzi pesavano 4,3 tonnellate e raggiungevano una velocità massima di 85 km/h. L'equipaggio era salito a 4 uomini, che si portavano dietro le armi, essendone questi autoblindo sprovvisti.
Tra il novembre 1940 e l'aprile 1943 la Weserhütte, coadiuvata dalla Ritscher, attese alla costruzione di 493 unità di entrambe le varianti, che dalla primavera 1941 andarono a equipaggiare i reparti comunicazione; vennero impiegati fino alla fine della guerra.

## Produzione e servizio dell'Sd.Kfz. 222
Unità completate per anno
|             | pre-1939 | 1939 | 1940 | 1941 | 1942 | 1943 | Totale |
| ----------- | -------- | ---- | ---- | ---- | ---- | ---- | ------ |
| Sd.Kfz. 222 | 144      | 64   | 52   | 179  | 352  | 198  | 989    |

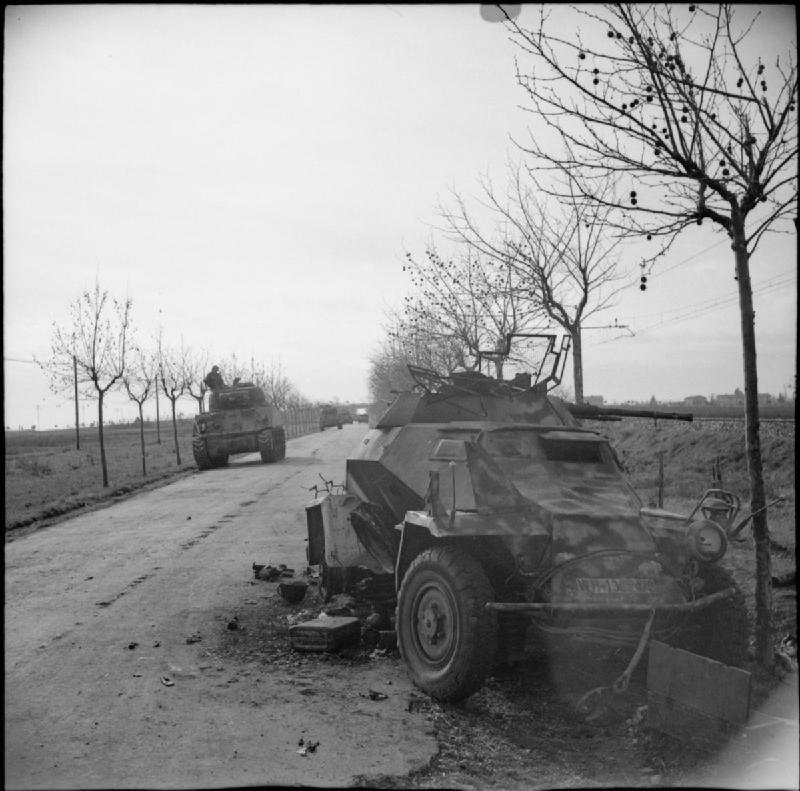
Una Sd.Kfz. 222 messa fuori combattimento sul fronte italiano agli inizi del 1944

Alla fabbricazione parteciparono la Weserhütte, la Schichauwerke, la Büssing e la MNH, che dal 1936 al giugno 1943 costruirono 989 esemplari suddivisi in due versioni: l'Ausf A comprendeva i mezzi completati fino al 1939 e l'Ausf. B tutti i veicoli completati dal 1940 in avanti. Quest'ultima variante era basata sul telaio rinforzato sPkw 1 Horch 108 Type V dotato di freni idraulici e disponeva di un motore Horch a 8 cilindri a V da 90 hp a 3.600 giri al minuto, con sistema di raffreddamento ad acqua e capacità di 3,8 litri; la corazzatura frontale venne portata a 30 mm e fu introdotto il cannone KwK 38 da 20 mm L/112,5 in grado di sparare 420-480 colpi al minuto. Infine la torretta venne privata della rete superiore e il supporto delle armi fu modificato per consentire un'elevazione di +87°: in questo modo si potevano impegnare bersagli aerei a bassa quota.
Nel 1938 l'Sd.Kfz. 222 venne venduto in 12 esemplari alla Cina nazionalista insieme al lotto di Sd.Kfz. 221; venti unità furono del pari acquistate dalla Bulgaria per il distaccamento da ricognizione della Bronirana brigada. Lo stesso anno entrò in servizio nell'esercito, andando a formare gli squadroni da esplorazione dei reparti da ricognizione (Aufklärung-Abteilung): il battesimo del fuoco durante la campagna di Francia lo segnalò come un veicolo ben riuscito e apprezzato dagli equipaggi, tanto che acquisì una grande popolarità divenendo il ricognitore standard dell'arma meccanizzata tedesca. L'allargamento dei teatri bellici vide l'Sd.Kfz. 222 operare in Nordafrica e Unione Sovietica, dove i vasti spazi evidenziarono una certa modestia nel raggio d'autonomia; in particolare venne rimpiazzato sul fronte orientale dal semicingolato Sd.Kfz. 250/9, un derivato del Sd.Kfz. 250 su cui era stata installata la torretta dell'autoblindo e capace di assolvere meglio al compito.

## Produzione e servizio dell'Sd.Kfz. 223
Unità completate per anno
|             | pre-1939 | 1939 | 1940 | 1941 | 1942 | 1943 | 1944 | Totale |
| ----------- | -------- | ---- | ---- | ---- | ---- | ---- | ---- | ------ |
| Sd.Kfz. 223 | 117      | 59   | 71   | 112  | 62   | 108  | 21   | 550    |

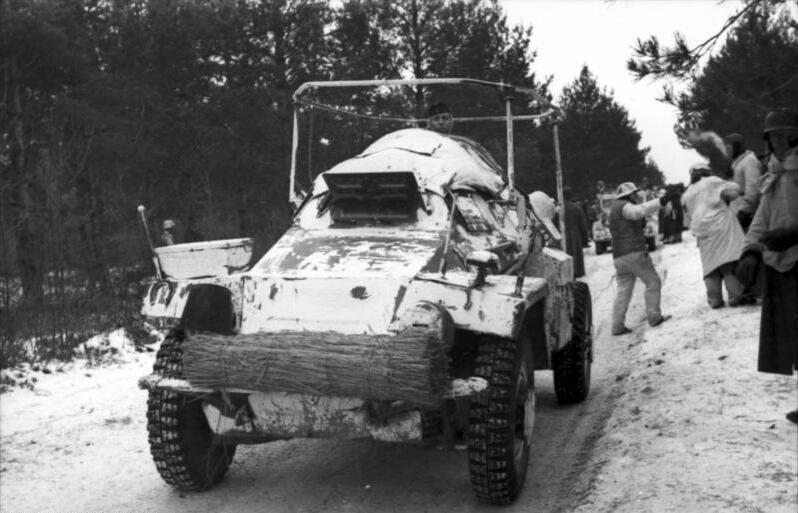
Un centro-radio Sd.Kfz. 223 in Unione Sovietica nel tardo 1941

Nel 1935 iniziò il ciclo costruttivo, del quale furono incaricate la Weserhütte, la Büssing e la MNH: le ditte fabbricarono un totale di 550 veicoli suddivisi in quattro serie fino al gennaio 1944. La prima parte della serie era spinta dal motore Horch da 3,5 litri con una potenza di 75 hp; a partire dal maggio 1942 cominciarono a essere utilizzati telaio e scafo dell'Sd.Kfz. 222 Ausf. B, equipaggiati con l'Horch da 3,8 litri erogante 90 hp. L'Sd.Kfz. 223 venne integrato nei reparti esplorativi delle divisioni Panzer, motorizzate e di fanteria, servendo su tutti i fronti fino al termine del conflitto con buoni risultati.
Una piccola quantità di Sd.Kfz. 223 fu comprata dalla Bulgaria.